# Lasciami andare, madre
Lasciami andare, madre è un'opera autobiografica del 2001 della scrittrice tedesca naturalizzata italiana Helga Schneider. 

## Trama
Vienna, in un piovoso mattino di ottobre la scrittrice ricorda sua madre, che nel 1941 abbandonò i suoi due figli per andare volontaria nelle SS. Da allora si sono riviste solo una volta, nel 1971 sempre a Vienna, dove Helga insieme al suo piccolo figlio di sei anni ha raggiunto la madre. Ma di fronte a una donna che non si è pentita del suo passato, ma anzi si dichiara fiera di aver indossato quelle divise, Helga fugge inorridita.
Per madre e figlia sarà il loro ultimo incontro.

## Adattamento teatrale
L'omonima pièce teatrale messa in scena nel 2004 è stata diretta da Lina Wertmüller e interpretata da Roberto Herlitzka e Milena Vukotic.

## Adattamento cinematografico
Da questo libro si è ispirata la regista e sceneggiatrice scozzese Polly Steele per il suo film Let me go (2017), interpretato da Juliet Stevenson, Lucy Boynton, Jodhi May e Karin Bertling. 
Nell'anno dell'uscita il film è stato presentato all’Edinburgh International Film Festival, al Bentonville Film Festival e allo Scottsdale International Film Festival.

## Edizioni
- Helga Schneider, Lasciami andare, madre, Milano, Adelphi, 2001,  p. 132, ISBN 88-459-1593-X.
- Helga Schneider, Lasciami andare, madre, Milano, Adelphi, 2004,  p. 132, ISBN 9788845918438.
- Helga Schneider, Lasciami andare, madre, edizione scolastica con espansione online, Torino, Loescher, 2014,  p. 208, ISBN 9788858309704.